# Stansted (Kent)
Pour les articles homonymes, voir Stansted.
 (juin 2018).
Si vous disposez d'ouvrages ou d'articles de référence ou si vous connaissez des sites web de qualité traitant du thème abordé ici, merci de compléter l'article en donnant les références utiles à sa vérifiabilité et en les liant à la section « Notes et références ».
Stansted est une localité du district de Tonbridge and Malling situé dans le comté du Kent, au Royaume-Uni.